# علی آسانی
علی سلطان آسانی 
(به سندی: علي سلطان آساڻي‎) (متولد ۱۹۵۴ نایروبی، کنیا) استاد ادیان و فرهنگ‌های هندو-اسلامی و مدیر برنامه‌های اسلام‌شناسی شاهزاده الولید بن طلال در دانشگاه هاروارد است. او اصالتاً سندی است.